# Битва за село Карамахи
Битва за село Карамахи или же Осада села Карамахи — военная операция ВС РФ по освобождению села от Дагестанских боевиков. Битва длилась один месяц и стала важной частью вторжения боевиков в Дагестан.

## Ход битвы
В начале августа 1999 года на приграничной территории Дагестана начались боевые действия между федеральными силами и зашедшими из Чечни формированиями. Большинство жителей Дагестана не поддержало боевиков.
28 августа — в 3:30 утра начались обстрелы села Карамахи реактивной артиллерией и авиацией Федеральные силы приступили к захвату Кадарской зоны, которую обороняли, по официальным данным федеральных сил, более 500 боевиков под командованием амира Джаруллы. Около 7 утра в село вошли БТРы со спецназом и дагестанским ОМОНом, где попали в засаду. Почти все спецназовцы и милиционеры, вошедшие в село, убиты  . Из села начался исход беженцев, которым удалось добраться до села Нижний Дженгутай.
29 августа в Кадарской зоне разворачивается крупномасштабная войсковая операция. Используется реактивная артиллерия и боевая авиация. Ракетно-бомбовые удары наносятся по селу Карамахи и его окрестностям. При высадке на гору Чабан близ села погибло 4 и ранено 15 сотрудников внутренних войск и милиции.
30 августа стало известно, что ранение получил бывший депутат Государственной думы, объявленный в федеральный розыск — Надиршах Хачилаев, который укрывался на территории анклава. В тот же день большинство из ваххабитов, оборонявших анклав, перебрались из села Карамахи на высоты Чабан, Горкаб, Чакиб и Бакли, а также на перевал Волчьи ворота, где имелись хорошие боевые позиции и боевые точки.
8 сентября — подразделения внутренних войск МВД полностью заняли село Карамахи. По данным главы сельской администрации, погибло 6 мирных жителей и не менее 50 вооружённых ваххабитов
12 сентября — бои в Кадарской зоне прекратились. «Независимая исламская республика» перестала существовать. Часть боевиков-ваххабитов ночью покинула село.

## Последствия
В результате боевых действий в селе Карамахи 95 % строений — 1850 домов были практически полностью разрушены. 150 ваххабитов бежали из Кадарской зоны